# Yanovskiy Rocks
Die Yanovskiy Rocks (russisch Скалй Яновского Skali Janowskowo, norwegisch Janovskijnuddane) sind zwei Felsvorsprünge im ostantarktischen Königin-Maud-Land. Am südöstlichen Ende des Alexander-von-Humboldt-Gebirges im Wohlthatmassiv ragen sie 8 km südlich des Mount Khmyznikov auf.
Luftaufnahmen und Vermessungen einer zwischen 1960 und 1961 durchgeführten Sowjetischen Antarktisexpedition dienten ihrer Kartierung. Namensgeber ist der sowjetische Hydrograph S. S. Janowski. Das Advisory Committee on Antarctic Names übertrug die russische Benennung 1970 ins Englische.